# Canton de Roanne-Sud
Le canton de Roanne-Sud est une ancienne division administrative française située dans le département de la Loire et la région Rhône-Alpes.

## Histoire
Canton créé en 1973.
Depuis le nouveau découpage territorial de la Loire par décret du 26 février 2014, les communes de Lentigny, Ouches, Pouilly-les-Nonains, Saint-Jean-Saint-Maurice-sur-Loire et Villemontais ont rejoint le canton de Renaison. Les communes de Villerest, Saint-Léger-sur-Roanne et Riorges ont rejoint le canton de Roanne-2.

## Représentation
| Période | Période          | Identité         | Étiquette | Qualité |
| ------- | ---------------- | ---------------- | --------- | --- |
| 1973    | 1976             | Alain Terrenoire | UDR       | Député (1967-1978), ancien conseiller général du canton de Roanne                                                                       |
| 1976    | 1988 (démission) | Jean Auroux      | PS        | Professeur Maire de Roanne (1977-2001) Ministre du Travail (1981-1986) Député (1978-1993)                                               |
| 1988    | 2015             | Bernard Jayol    | PS        | Professeur Conseiller municipal de Riorges, Maire de Riorges de 1977 à 1995, Vice président de Grand Roanne agglomération jusqu'en 2008 |

## Composition
Le canton de Roanne-Sud était composé d’une fraction de la commune de Roanne et de huit autres communes. Il comptait 36 417 habitants (population municipale) au 1er janvier 2012.
| Nom                                | Code Insee | Intercommunalité          | Population (dernière pop. légale)               |
| ---------------------------------- | ---------- | ------------------------- | ----------------------------------------------- |
| Roanne (chef-lieu)                 | 42187      | CA Roannais Agglomération | Fraction : 13 115(2012) Commune : 35 200 (2014) |
| Lentigny                           | 42120      | CA Roannais Agglomération | 1 671 (2014)                                    |
| Ouches                             | 42162      | CA Roannais Agglomération | 1 149 (2014)                                    |
| Pouilly-les-Nonains                | 42176      | CA Roannais Agglomération | 2 006 (2014)                                    |
| Riorges                            | 42184      | CA Roannais Agglomération | 10 741 (2014)                                   |
| Saint-Jean-Saint-Maurice-sur-Loire | 42239      | CA Roannais Agglomération | 1 133 (2014)                                    |
| Saint-Léger-sur-Roanne             | 42253      | CA Roannais Agglomération | 1 119 (2014)                                    |
| Villemontais                       | 42331      | CA Roannais Agglomération | 1 007 (2014)                                    |
| Villerest                          | 42332      | CA Roannais Agglomération | 4 739 (2014)                                    |

## Démographie
| 1962 | 1968 | 1975 | 1982 | 1990 | 1999   | 2009 |
| ---- | ---- | ---- | ---- | ---- | ------ | ---- |
| -    | -    | -    | -    | -    | 35 699 | -    |